# Космос-226
Космос-226 је један од преко 2400 совјетских вјештачких сателита лансираних у оквиру програма Космос.
Космос-226 је лансиран са космодрома Плесецк, СССР, 12. јуна 1968. Ракета-носач Р-7 Семјорка (рус. Семёрка) (8К71, НАТО ознака SS-6 Sapwood) са додатим степеном је поставила сателит у орбиту око планете Земље. 